# Казанешти (Гиороју)
Казанешти (рум. Căzănești) насеље је у Румунији у округу Валча у општини Гиороју. Oпштина се налази на надморској висини од 204 m.

## Становништво
Према подацима из 2002. године у насељу је живело 277 становника, од којих су сви румунске националности.